# Sul sentiero dei mostri
Sul sentiero dei mostri (One Million B.C.) è un film del 1940 diretto da Hal Roach e Hal Roach Jr..
La pellicola è ambientata al tempo degli uomini preistorici. Victor Mature interpreta il ruolo di un cavernicolo alle prese con mille pericoli e animali giganti d'ogni sorta. Il ruolo femminile fu affidato a Carole Landis.

## Produzione
Il film fu prodotto dalla Hal Roach Studios.

## Distribuzione
Distribuito dall'United Artists, il film venne distribuito nelle sale cinematografiche USA il 5 aprile 1940.
Il film del 1966 Un milione di anni fa è un remake di Sul sentiero dei mostri, anche i titoli originali dei due film sono simili One Million B.C.(Sul sentiero dei mostri) e One Million Years B.C. (Un milione di anni fa).